# タキシフォリン
タキシフォリン(Taxifolin)は、フラバノノールの一つである。ジヒドロケルセチン(Dihydroquercetin)ともいう。カテコール型フラボノイドの一種。

## 概要
シベリアカラマツ、ダフリアカラマツ、ヒマラヤマツ、ヒマラヤスギ、マイレイチイ等の針葉樹に含まれる。また、マリアアザミの種子からのシリビニン抽出物や、サクラの木で熟成させた酢にも含まれている。
タキシフォリンは、タマネギ、オリーブオイル、ピーナッツ、柑橘類、ビールなどの食品に極微量に含まれることが報告されている。一般的な植物中では、他のフラボノイドと同様に、主に配糖体で存在すると考えられている。
一方で、カラマツの木部及び形成層には、タキシフォリンがアグリコン型（非配糖体）として高濃度に蓄積されてり、これは植物の防御や構造保持に役立っている可能性がある。シベリアに自生するダフリアカラマツにおいては、木部の乾燥重量の3.3%がアグリコン型タキシフォリンであることが確認されている。
タキシフォリンは、関連化合物であるクェルセチンと比べ、変異原性がなく毒性も低い。ARE(antioxidant response element)依存的機構により遺伝子を制御し、がん化学予防剤としての効果を示す可能性がある。また、用量依存的に卵巣腫瘍細胞の成長抑制効果を示す。しかし同じ研究では、VEGFの発現阻害には最も効果の低いフラボノイドであったことも示されている。タキシフォリン誘導体のネズミ皮膚の線維芽細胞とヒトの乳癌細胞に対する増殖抑制効果は、相関係数0.93の高い相関を示した。
タキシフォリンは、癌細胞の脂質生成を抑制することにより、多くの種類の癌細胞の抑制効果を示す。癌細胞の脂質生成を抑制することで、癌細胞の成長を防止することができる。
線維形成を促進し線維性コラーゲンを安定化するタキシフォリンの能力は、医療に利用しうる。また、タキシフォリンは、化粧品の色素沈着抑制成分として使われているアルブチンと同程度に細胞のメラニン形成を抑制する。しかし、アルブチンは、変異原性、発がん性、毒性が高い。
タキシフォリンは、レボフロキサシンやセフタジジム等の従来型の抗生物質のin vitroでの効果を高める作用を持ち、メチシリン耐性黄色ブドウ球菌等の治療への効果が期待される。
タキシフォリンやその他の多くのフラボノイドは、オピオイド受容体の非選択的アンタゴニストとして作用することが判明しているが、親和性はやや弱い。また、アディポネクチン受容体2のアゴニストとしても作用する。

### 代謝
タキシフォリン-8-モノオキシゲナーゼは、タキシフォリン、NADH、NADPH、H+、酸素を用い、2,3-ジヒドロゴッシペチン、NAD+、NADP+、水を生成する。
ロイコシアニジンオキシゲナーゼは、ロイコシアニジン、2-オキソグルタル酸、酸素を用い、cis-ジヒドロクェルセチン、タキシフォリン、コハク酸、二酸化炭素、水を生成する。
(+)-ロイコシアニジンは、水素化ホウ素ナトリウム還元により、タキシフォリンから作られる。

### 配糖体
アスチルビンは、タキシフォリンの3-O-ラムノシドである。タキシフォリンデオキシヘキソースは、アサイーの果実で見られる。
タキシフォリン-3-O-グルコシドの異性体は、ヒノキから分離されている。
タキシフォリンのグルコシドの一つである(-)-2,3-trans-ジヒドロクェルセチン-3'-O-β-D-グルコピラノシドは、アカマツの内皮から単離され、マツノマダラカミキリの産卵刺激物質として作用する。
(2S,3S)-(-)-タキシフォリン-3-O-β-D-グルコピラノシドは、シベリアキンミズヒキの伸び始めの根から単離される。
(2R,3R)-タキシフォリン-3'-O-β-D-グルコピラノシドは、ドブクリョウの根茎から単離される。
タキシフォリン-4'-O-β-グルコピラノシドは、赤たまねぎで少量見られる。
(2R,3R)-タキシフォリン-3-O-アラビノシドと(2R,3S)-タキシフォリン-3-O-アラビノシドは、トウキョウチクトウの葉から単離される。

### 安全性
ダフリアカラマツエキスから抽出したタキシフォリン(LAVITOL)は、遺伝毒性及び毒性学的試験による安全性が報告されている。
また、ロシアのAMETIS JSCが国際的な食品認証であるノベルフード、GRASを取得している事により、厳格な品質管理・工程管理下における食品としての安全性が立証されている。

## 研究機関
- ロシア科学アカデミー（旧・ソ連邦科学アカデミー）:1960年代終わり、ソ連邦科学アカデミーシベリア支部イルクーツク有機化学研究所天然物実験室で、チュカフキナ博士が シベリア落葉松、ダフリア落葉松から80％の純度のタキシフォリンを世界で初めて抽出[29]。
- 国立循環器病研究センター :2013年より大手製薬会社と認知症の有効性について共同研究。6カ月ほどタキシフォリンを投与したモデルマウスに水迷路試験を試みたところ、良好な結果となり、2017年に英国の専門誌「Acta Neuropathologica Communications」に、タキシフォリンに関する研究論文を発表[30]。
- 京都医療センター:国立循環器病研究センターと共同研究を行い、2019年4月に米国科学アカデミー発行の機関誌（PNAS）においてタキシフォリンの新規作用（脳内の炎症を抑えた）を発表[31]。
- 東北大学 レジリエント社会構築イノベーションセンター:世界中の様々な植物成分から抗酸化性のある物質を探索し、最も抗酸化力の強い物として「シベリアカラマツの樹木成分」すなわちタキシフオリン（dihydro-quercetin）を選定。タキシフオリンの持つ抗酸化作用によってポテトチップスなど高温加熱食品に多く含まれるアクリルアミド含量を低減することを見出す[32]。